# Heavenly Christmas
Heavenly Christmas è il terzo album discografico in studio (il primo natalizio) della cantante statunitense Jackie Evancho, pubblicato nel 2011. 

## Il disco
L'album della giovane cantante (Jackie Evancho aveva undici anni nel periodo di realizzazione del disco) contiene dieci tracce prodotte da Rob Mounsey e arrangiate dallo stesso Mounsey con Ryan Shore.
L'orchestra da camera di accompagnamento è la Orchestra of St. Luke's di New York.

## Tracce
1. I'll Be Home for Christmas – 3:53 (Kim Gannon, Walter Kent, Buck Ram)
2. The First Noel – 4:40 (tradizionale)
3. Away in a Manger – 3:16 (tradizionale)
4. Believe – 4:10 (Glen Ballard, Alan Silvestri)
5. White Christmas – 3:57 (Irving Berlin)
6. What Child Is This – 3:30 (William Chatterton Dix)
7. O Come All Ye Faithful – 3:49 (tradizionale)
8. O Little Town of Bethlehem – 4:01 (Lewis Redner, Phillips Brooks)
9. Walking in the Air – 3:33 (Howard Blake)
10. Ding Dong Merrily on High – 3:01 (George Woodward)

## Classifiche
| Classifica (2011)                  | Posizione raggiunta |
| ---------------------------------- | ------------------- |
| Canada (Billboard Canadian Albums) | 9                   |
| Stati Uniti (Billboard 200)        | 11                  |